# ولفجانج إيجر

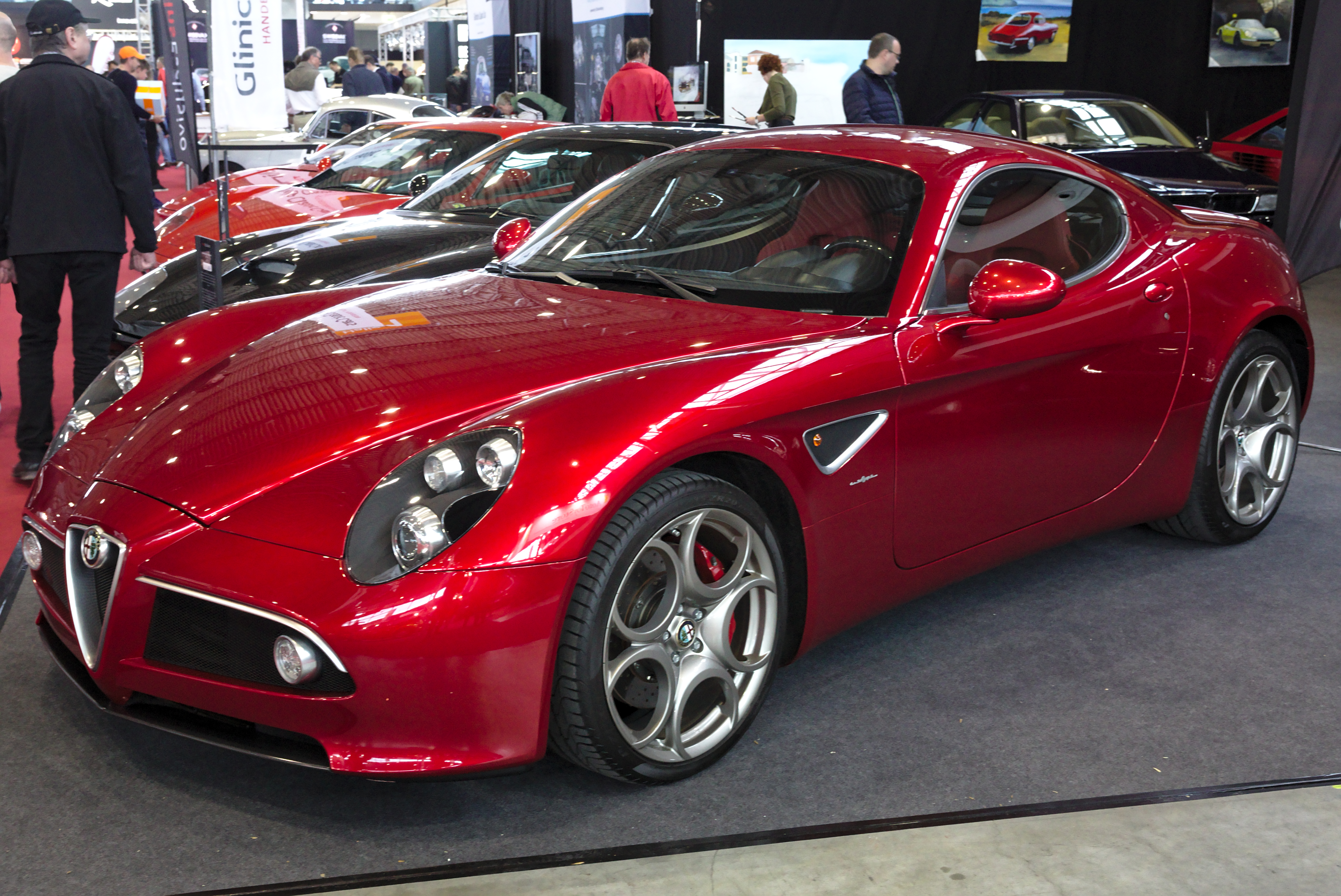
سيارة ألفا روميو 8 سي من تصميم ولفجانج جوزيف إيغر

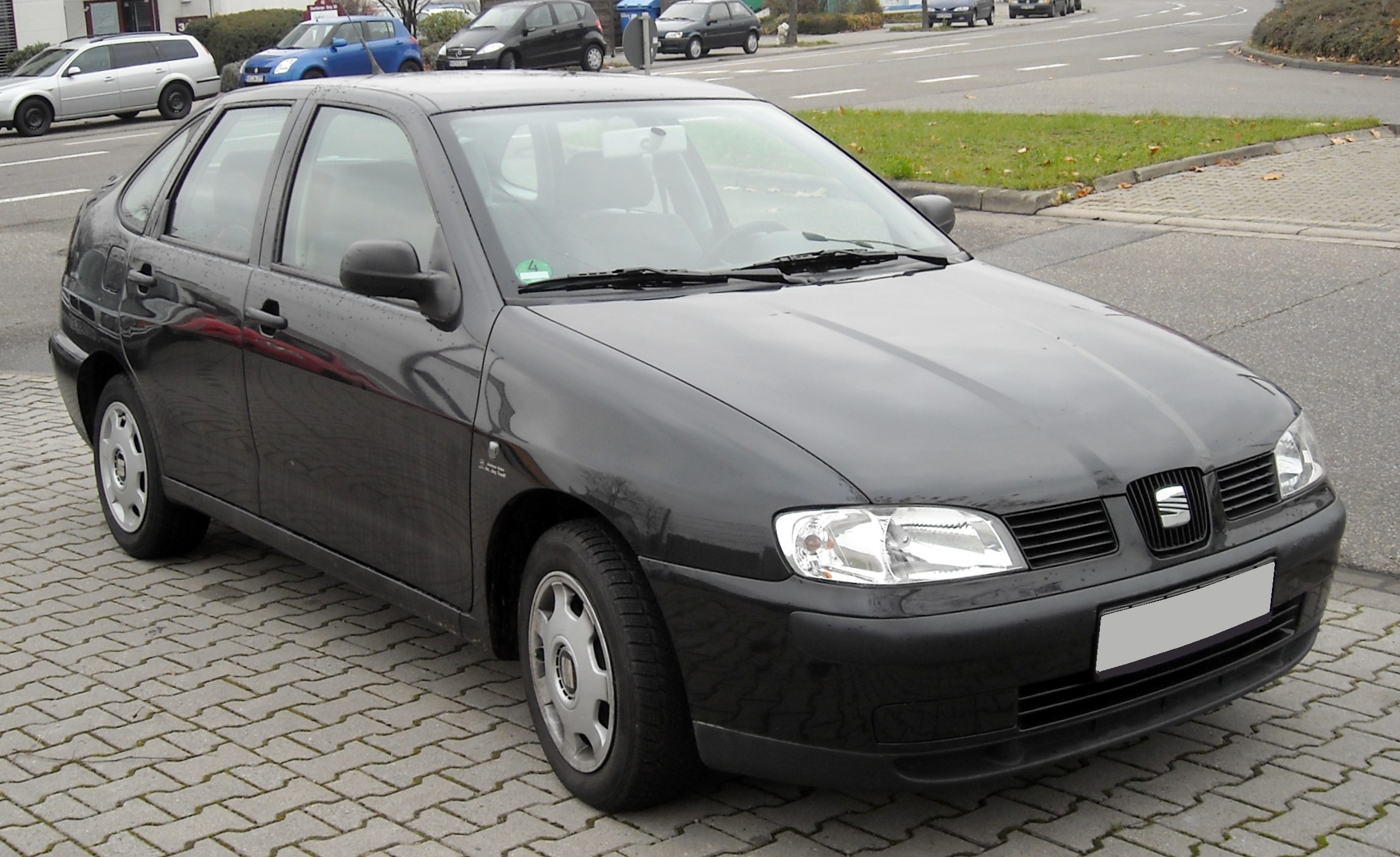
سيارة سيات كوردوبا من تصميم إيغر

ولفجانج جوزيف إيغر (بالألمانية: Wolfgang Egger)‏ (من مواليد 13 فبراير 1963) مصمم سيارات ألماني، مصمم سابق لمجموعة أودي ومدير قسم التصميم في مجموعة بي واي دي.

## السيرة الذاتية
ولد إيغر في أوبرستدورف، ألمانيا. درس التصميم في الكلية الدولية للفنون والعلوم في ميلانو، إيطاليا ليتخرج في عام 1989 كمصمم صناعي. بدأ إيغر حياته المهنية في عام 1989 في قسم التصميم في ألفا روميو. في عام 1993 تم تعيينه كبير المصممين في ألفا روميو.

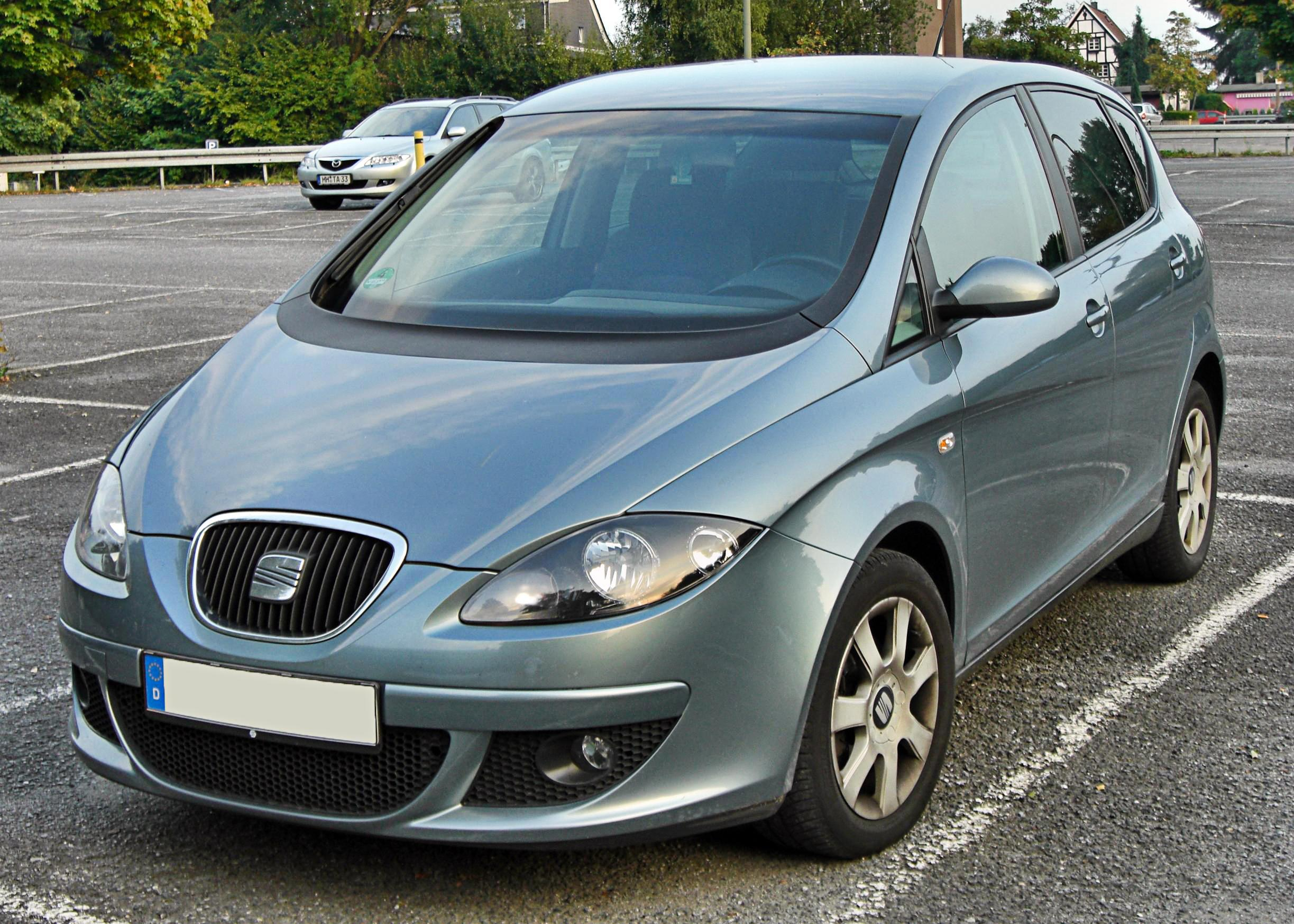
سيات ألتيا من تصميم إيغر

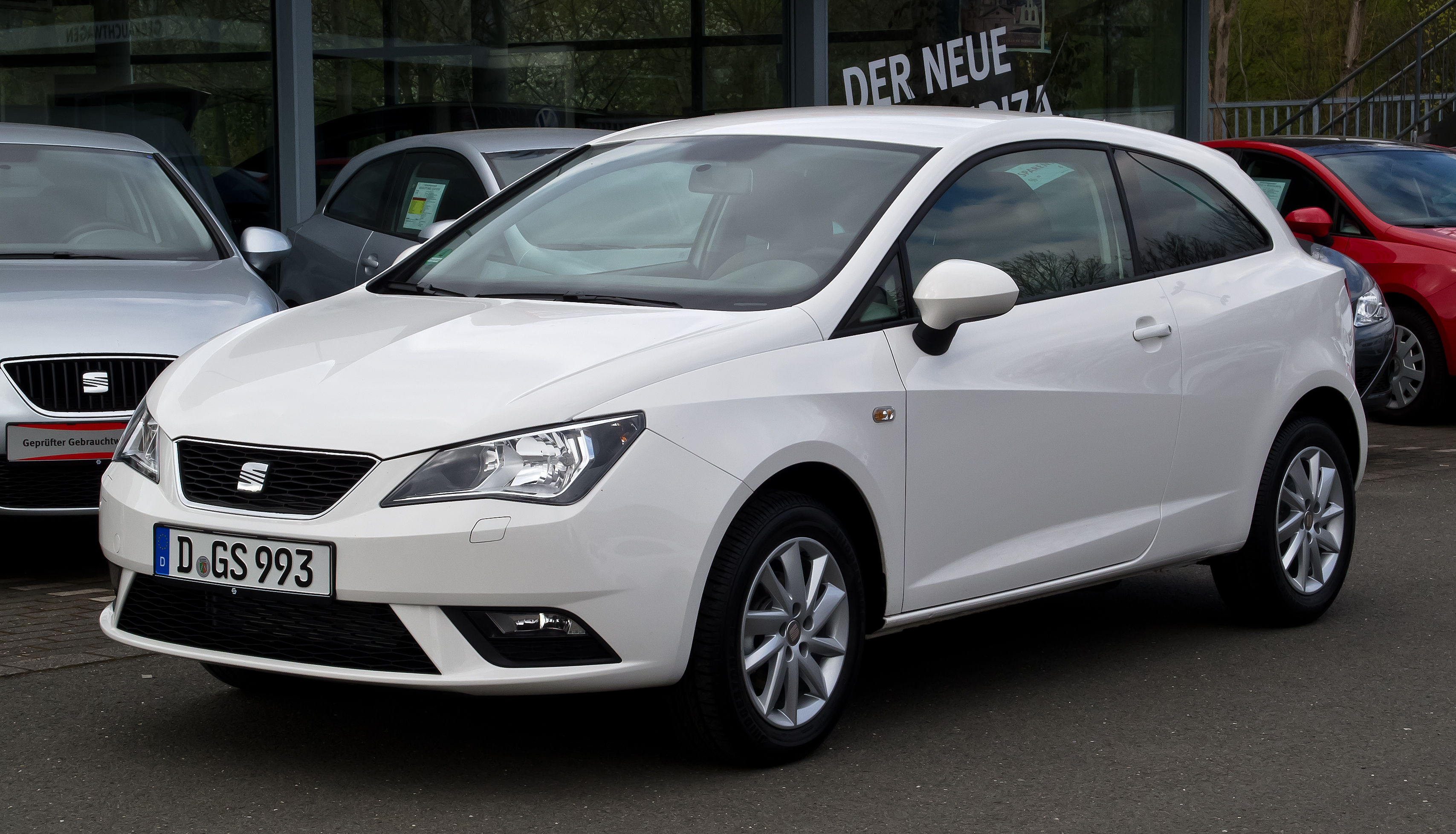
سيات إيبيزا من تصميم إيغر

في عام 1998 أصبح كبير المصممين في سيات، حيث تمكن من إدخال أسلوبه الشخصي في التصميمات، على سبيل المثال، سيات إيبيزا، سيات كوردوبا وسيات ألتيا.
في عام 2001، تم تعيين إيغر في منصب رئيس التصميم في لانشيا. في العام نفسه، الذي طلبته ألفا روميو ليشغل منصب رئيس قسم التصميم. يرجع لإيغر الفضل في تطوير نيوفولا 156، 166، 147 و 8 سي.
في الأول من مايو 2007، خلف إيغر ماريا دي سيلفا رئيسا لمجموعة أودي، ثم مسؤولا عن علامات أودي ولامبورجيني.
في 6 ديسمبر 2013، غادر إيغل شركة أودي. تم استبدال إيغل بوالتر ديسيلفا الذي أصبح رئيس التصميم لجميع أعمال فولكس فاجن: بورش، أودي، فولكس فاجن سكودا، سيات. في الوقت نفسه أضافت فولكس فاجن ثلاث ماركات إيطالية وهما لامبورجيني، دوكاتي وإيطال ديزين.
في عام 2017، أصبح إيغر مدير تصميم بي واي دي أوتو، شركة سيارات صينية ويرجع له الفضل في تصميم الجيل الثاني لسيارة بي واي دي تانغ.